# باول جيل
باول جيل (31 مايو 1963 - )  (بالإنجليزية: Paul Gill)‏ هو لاعب كريكت بريطاني.